# The Great Cold Distance
The Great Cold Distance (с англ. — «Огромное холодное расстояние») — седьмой студийный альбом шведской метал-группы Katatonia, вышедший 13 марта 2006 года лейблом Peaceville Records.

## Предыстория и запись
Группа провела бо́льшую часть 2003 и 2004 годов в турне в поддержку альбома. Группа начала работу над своим седьмым студийным альбомом ещё в октябре 2004 года и провела шесть месяцев 2005 года в студии, записывая альбом, делая перерывы для дальнейших гастролей. За этот период группа выпустила только два сборника: Brave Yester Days, сборник песен из их дэт-метал-эры середины 1990-х, и The Black Sessions, сборник песен, записанных после того, как они отошли от дэт-метала. Изначально планировалось выпустить альбом к концу 2005 года, но запись затянулась до конца 2005 года, и релиз был перенесён на 2006 год.
Запись проходила на студии Fascination Street города Эребру, что в Швеции с продюсером Йенсом Богреном. Сведением пластинки занимались Йенс Богрен и Дэвид Кастильо, а мастерингом — Томас Эбергер. Трэвис Смит снова занимался художественным оформлением. Ведущими композиторами на The Great Cold Distance выступили Андерс Нюстрём и Йонас Ренксе. На записи пластинки участвовали Андреас Окербергм (в качестве бэк-вокалиста) и Питер Дэмин (в качестве перкуссиониста).

## Стиль и композиция
Фирменная смесь альтернативного рока и дум-метала группы стилистически перекликается с Viva Emptiness на The Great Cold Distance. В часто громоздких композициях присутствуют меланхоличные мелодии, тяжёлые риффы и некоторые электронные эффекты. Снова проявляются отголоски прогрессивного рока. Динамика и чередование спокойных и агрессивных пассажей снова ярко выражены, хотя в некоторых частях они более прямолинейно структурированы и более предсказуемы, чем на предыдущем альбоме.

## Выпуск
Альбом The Great Cold Distance вышел в марте 2006 года вместе с синглами «My Twin» и «Deliberation». Также были выпущены видеоклипы на синглы «Deliberation» и «July».
12 марта 2007 года альбом был переиздан на двух CD (добавлено два бонус-трека, второй диск — альбом в формате DVD-Audio с объёмным звуком 5.1). Существует также специальное шведское издание альбома, которое вышло ограниченным тиражом в коробке с эксклюзивным плакатом Katatonia, набором открыток Katatonia и улучшенным видео «My Twin».

### История выпуска
| Регион                 | Год           | Лейбл                   | Формат | Каталог      |
| ---------------------- | ------------- | ----------------------- | ------ | ------------ |
| Великобритания, Россия | 2006          | Peaceville, Союз Мьюзик | CD     | CDVILEF 128  |
| Великобритания         | 2006          | Peaceville              | CD     | VILELP128    |
| Великобритания         | 2006          | Peaceville              | CD     | CDVILEF 128P |
| Великобритания         | 2006          | Peaceville              | CD     | CDVILED128   |
| Россия                 | апрель 2006   | Союз                    | CD     | CDVILEF128   |
| Украина                | май 2006      | Moon                    | CD     | MR 1633-2    |
| Великобритания         | 26 июня 2006  | Peaceville              | LP     | VILELP 128   |
| Швеция                 | 2006          | Peaceville              | CD     | CDVILEF 128X |
| Великобритания         | 12 марта 2007 | Peaceville              | CD     | CDVILEF176X  |
| Великобритания         | 2009          | Peaceville              | CD     | CDVILED264X  |

## Продвижение
В поддержку альбома группа отправилась в турне, в частности, в 2006 году они выступили на фестивале Summer Breeze Open Air, запись которого была использована для выпуска концертного альбома Live Consternation в 2007 году. Кроме того, в октябре и ноябре 2006 года группа впервые отправилась в турне по Северной Америке с группами Daylight Dies и Moonspell. Группа продолжала гастролировать в 2007 году, уделяя особое внимание Европе в первой половине года и возвращаясь в Северную Америку и даже в Мексику во второй половине года.

## Отзывы критиков
| Оценки критиков  | Оценки критиков |
| Источник         | Оценка          |
| ---------------- | --------------- |
| AllMusic         | [ 15 ]          |
| Blabbermouth.net | [ 30 ]          |
| Decibel          | [ 3 ]           |
| PopMatters       | [ 31 ]          |
| Stylus           | A−              |

The Great Cold Distance был встречен положительными отзывами музыкальной прессы. В своей рецензии для AllMusic Стюарт Мейсон отмечал, что группа «продолжает тенденцию к мейнстриму, которую начали с альбомом Viva Emptiness 2003 года». Мейсон похвалил разнообразие пластинки, «которое делает The Great Cold Distance более сильным и убедительным альбомом» и вокал Йонаса «способный передавать больше эмоциональных оттенков». Себастьян Хаук из Baby Blue Pages похвалил альбом с оговорками: «Этот альбом — один из лучших в группе. Он невероятно мощный, сочетание твёрдости и мелодичности хорошо продумано, пластинка очень однородная. Тем не менее, группе нужно срезать углы. В частности, низкая изменчивость вокала и предсказуемость структуры делают альбом не таким хорошим, как мог бы быть». Однако Тобиас Блюм из Rock Hard с признательностью отмечает, что The Great Cold Distance «отмечен уникальным, лаконично-меланхоличным голосом Йонаса Ренске, виртуозным инструментальным исполнением и очень сложным написанием песен». Также для Килиан Фрид из powermetal.de альбом представляет собой «изменчивая смесь напористых, взрывных и тихих, атмосферных партий».

### Награды
Релиз стал восьмым в списке лучших метал-альбомов 2006 года по версии PopMatters.

## Список композиций
Все тексты написаны Йонасом Ренксе, вся музыка написана Йонасом Ренксе и Андерсом Нюстрёмом (за исключением отмеченных).
| №                   | Название                   | Музыка                                     | Длительность |
| ------------------- | -------------------------- | ------------------------------------------ | ------------ |
| 1.                  | «Leaders»                  |                                            | 4:21         |
| 2.                  | «Deliberation»             | Йонас Ренксе, Андерс Нюстрём, Фред Норрман | 4:00         |
| 3.                  | «Soil's Song»              |                                            | 4:12         |
| 4.                  | «My Twin»                  |                                            | 3:41         |
| 5.                  | «Consternation»            |                                            | 3:51         |
| 6.                  | «Follower»                 |                                            | 4:46         |
| 7.                  | «Rusted»                   |                                            | 4:21         |
| 8.                  | «Increase»                 |                                            | 4:20         |
| 9.                  | «July»                     |                                            | 4:45         |
| 10.                 | «In the White»             |                                            | 4:54         |
| 11.                 | «The Itch»                 |                                            | 4:20         |
| 12.                 | «Journey Through Pressure» |                                            | 4:21         |
| Общая длительность: | Общая длительность:        | Общая длительность:                        | 51:46        |

| №                   | Название                       | Длительность |
| ------------------- | ------------------------------ | ------------ |
| 13.                 | «Displaced»                    | 5:16         |
| 14.                 | «Dissolving Bonds»             | 3:43         |
| 15.                 | «In the White (Urban Dub Mix)» | 5:30         |
| 16.                 | «Code Against the Code»        | 3:35         |
| Общая длительность: | Общая длительность:            | 69:52        |

| №                   | Название                                  | Длительность |
| ------------------- | ----------------------------------------- | ------------ |
| 17.                 | «Soil's Song (Krister Linder 2012 Remix)» | 4:43         |
| 18.                 | «Unfurl»                                  | 4:49         |
| Общая длительность: | Общая длительность:                       | 79:23        |

## Участники записи
| Katatonia - Йонас Ренксе — вокал, гитара, клавишные, лупы, программирование, эффекты - Андерс Нюстрём — бэк-вокал, гитара, клавишные, лупы, программирование, эффекты - Фред Норрман — гитара - Маттиас Норрман — бас-гитара - Даниэль Лильеквист — бэк-вокал, барабаны Приглашённые музыканты - Петер Дэмин — перкуссия, барабаны (в песне «Journey Through Pressure»), барабанный техник - Андреас Экберг — бэк-вокал | Производственный персонал - группа Katatonia — продюсеры - Йенс Богрен — продюсер, сведение, мастеринг, звукоинженер, клавишные, лупы, программирование, эффекты - Дэвид Кастильо — со-продюсер, сведение, мастеринг, звукоинженер, клавишные, лупы, программирование, эффекты - Томас Эбергер — мастеринг - Андерс Эрикссон — со-продюсер Художественное оформление - Йонас Ренксе — арт-директор - Андерс Нюстрём — арт-директор - Трэвис Смит — художественное оформление, дизайн - Олле Карлссон — фотограф |

## Чарты
| Чарт (2006 г.)                      | Позиции в чартах |
| ----------------------------------- | ---------------- |
| Финляндия (Suomen virallinen lista) | 8                |
| Швеция (Sverigetopplistan)          | 42               |